# طواف فلاندرز 1998
طواف فلاندرز 1998 هو سباق دراجات هوائية أقيم بتاريخ 5 أبريل 1998، تكون السباق من 1 مراحل وامتدّ لمسافة 277 كم بسرعة 39.580 كم/س، استغرق السباق 6 ساعة 50 دقيقة 02 ثانية. فاز به البلجيكي يوهان موسيو وحلّ ثانيا ستيفانو زانيني.

## الترتيب
| م                     | الدرّاج         | البلد   | الزمن                    |
| --------------------- | -------------- | ------- | ------------------------ |
| الفائز بالترتيب العام | يوهان موسيو    | بلجيكا  | 6 ساعة 50 دقيقة 02 ثانية |
| الثاني                | ستيفانو زانيني | إيطاليا |                          |